# Cantón de Thann
El cantón de Thann era una división administrativa francesa, que estaba situada en el departamento de Alto Rin y la región de Alsacia.

## Composición
El cantón estaba formado por once comunas:
- Aspach-le-Haut
- Bitschwiller-lès-Thann
- Bourbach-le-Bas
- Guewenheim
- Leimbach
- Michelbach
- Rammersmatt
- Roderen
- Thann
- Vieux-Thann
- Willer-sur-Thur

## Supresión del cantón de Thann
En aplicación del Decreto n.º 2014-207 de 21 de febrero de 2014, el cantón de Thann fue suprimido el 22 de marzo de 2015 y sus 11 comunas pasaron a formar parte, diez del nuevo cantón de Cernay y una del nuevo cantón de Masevaux.